# Schietsport op de Middellandse Zeespelen 2009
De schietsport is een van de sporten die beoefend werden tijdens de Middellandse Zeespelen 2009 in Pescara, Italië. Er waren dertien onderdelen: acht voor mannen, vijf voor vrouwen.

## Uitslagen

#### Mannen
| Event                      | Goud                  | Goud       | Zilver                 | Zilver     | Brons               | Brons      |
| -------------------------- | --------------------- | ---------- | ---------------------- | ---------- | ------------------- | ---------- |
| Luchtgeweer 10 m           | Mohamed Hassan        | 700,8 ptn  | Pierre-Edmond Piasecki | 697,0 ptn  | Niccolò Campriani   | 696,9 ptn  |
| Geweer 50 m drie houdingen | Marco De Nicolo       | 1268,8 ptn | Nemanja Mirosavljev    | 1267,2 ptn | Niccolò Campriani   | 1264,6 ptn |
| Geweer 50 m liggend        | Valerian Sauveplane   | 699,3 ptn  | Nemanja Mirosavljev    | 697,5 ptn  | Marco De Nicolo     | 695,6 ptn  |
| Luchtpistool 10 m          | Pablo Carrera Vazquez | 684,3 ptn  | Andrija Zlatic         | 679,3 ptn  | Franck Dumoulin     | 677,0 ptn  |
| Pistool 50 m               | Pablo Carrera Vazquez | 663,4 ptn  | Damir Mikec            | 655,9 ptn  | Andrija Zlatic      | 652,9 ptn  |
| Trap                       | Bostjan Macek         | 144 ptn    | Giovanni Pellielo      | 142 ptn    | Francesco Amici     | 142 ptn    |
| Dubbeltrap                 | Daniele Di Spigno     | 190 ptn    | Willima Chetcuti       | 189 ptn    | Francesco D'Aniello | 180 ptn    |
| Skeet                      | Ennio Falco           | 148 ptn    | Georgios Achilleos     | 147 ptn    | Anthony Terras      | 147 ptn    |

#### Vrouwen
| Event                      | Goud                    | Goud      | Zilver          | Zilver    | Brons              | Brons     |
| -------------------------- | ----------------------- | --------- | --------------- | --------- | ------------------ | --------- |
| Luchtgeweer 10 m           | Andrea Arsovic          | 502,0 ptn | Petra Zublasing | 499,9 ptn | Elania Nardelli    | 497,1 ptn |
| Geweer 50 m drie houdingen | Snjezana Pejcic         | 675,3 ptn | Laurence Brize  | 675,2 ptn | Emilie Evesque     | 671,9 ptn |
| Luchtpistool 10 m          | Zorana Arunovic         | 484,1 ptn | Ayse Kil Erten  | 484,0 ptn | Jasna Šekarić      | 481,6 ptn |
| Pistool 25 m               | Sonia Franquet Calvente | 779,5 ptn | Jasna Šekarić   | 776,1 ptn | Michela Suppo      | 775,9 ptn |
| Trap                       | Daniela Del Din         | 92 ptn    | Deborah Gelisio | 85 ptn    | Alessandra Perilli | 85 ptn    |

## Medaillespiegel
| Plaats | Land       | Goud | Zilver | Brons | Totaal |
| 1      | Italië     | 3    | 3      | 6     | 12     |
| 2      | Spanje     | 3    | 0      | 0     | 3      |
| 3      | Servië     | 2    | 5      | 2     | 9      |
| 4      | Frankrijk  | 1    | 2      | 3     | 6      |
| 5      | San Marino | 1    | 0      | 2     | 3      |
| 6      | Egypte     | 1    | 0      | 0     | 1      |
| 6      | Kroatië    | 1    | 0      | 0     | 1      |
| 6      | Slovenië   | 1    | 0      | 0     | 1      |
| 9      | Cyprus     | 0    | 1      | 0     | 1      |
| 9      | Malta      | 0    | 1      | 0     | 1      |
| 9      | Turkije    | 0    | 1      | 0     | 1      |
| Totaal | Totaal     | 13   | 13     | 13    | 39     |

1951 · 1955 · 1959 · 1963 · 1971 · 1975 · 1979 · 1987 · 1991 · 1993 · 1997 · 2001 · 2005 · 2009 · 2013 · 2018 · 2022
Atletiek · Basketbal · Bocce · Boksen · Gewichtheffen · Golf · Gymnastiek · Handbal · Judo · Kanovaren · Karate · Paardensport · Roeien · Schermen · Schietsport · Tafeltennis · Tennis · Voetbal · Volleybal · Waterpolo · Waterskiën · Wielersport · Worstelen · Zeilen · Zwemmen